# バスケット・マンレサ
バスケット・マンレサSAD（Bàsquet Manresa, S.A.D.）は、スペイン・カタルーニャ州マンレザを本拠地とするプロバスケットボールチームである。リーガACB所属。

## 概要
1931年発足。
ホームアリーナはPavelló Nou Congost。
日本のTDKがスポンサーとなり、1996年にコパ・デル・レイ優勝、1997-98シーズンにはリーグ優勝を果たした。
しかしその後は低迷が続き、LEB（2部）降格の憂き目に遭う。
2007年、リーガACBに復帰。
現在のスポンサーはバクシ。

## 過去の成績
| シーズン  | リーグ                    | 順位         |
| --------- | ------------------------- | ------------ |
| 1967-68   | セグンダ・ディビシオン    | 1位          |
| 1968-69   | プリメーラ・ディビシオン  | 11位         |
| 1969-70   | セグンダ・ディビシオン    | グループB1位 |
| 1970-71   | プリメーラ・ディビシオン  | 4位          |
| 1971-72   | プリメーラ・ディビシオン  | 8位          |
| 1972-73   | プリメーラ・ディビシオン  | 7位          |
| 1973-74   | プリメーラ・ディビシオン  | 6位          |
| 1974-75   | プリメーラ・ディビシオン  | 5位          |
| 1975-76   | プリメーラ・ディビシオン  | 6位          |
| 1976-77   | プリメーラ・ディビシオン  | 9位          |
| 1977-78   | プリメーラ・ディビシオン  | 5位          |
| 1978-79   | プリメーラ・ディビシオン  | 7位          |
| 1979-80   | プリメーラ・ディビシオン  | 6位          |
| 1980-81   | プリメーラ・ディビシオン  | 8位          |
| 1981-82   | プリメーラ・ディビシオン  | 7位          |
| 1982-83   | プリメーラ・ディビシオン  | 9位          |
| 1983-84   | リーガACB                 | 16位         |
| 1984-85   | プリメーラ・ディビシオンB | 3位          |
| 1985-86   | リーガACB                 | 10位         |
| 1986-87   | リーガACB                 | 10位         |
| 1987-88   | リーガACB                 | 15位         |
| 1988-89   | リーガACB                 | 20位         |
| 1989-90   | リーガACB                 | 22位         |
| 1990-91   | リーガACB                 | 18位         |
| 1991-92   | リーガACB                 | 13位         |
| 1992-93   | リーガACB                 | 13位         |
| 1993-94   | リーガACB                 | 7位          |
| 1994-95   | リーガACB                 | 4位          |
| 1995-96   | リーガACB                 | 4位          |
| 1996-97   | リーガACB                 | 8位          |
| 1997-98   | リーガACB                 | 1位          |
| 1998-99   | リーガACB                 | 11位         |
| 1999-2000 | リーガACB                 | 17位         |
| 2000-01   | LEB                       | 3位          |
| 2001-02   | LEB                       | 2位          |
| 2002-03   | リーガACB                 | 13位         |
| 2003-04   | リーガACB                 | 9位          |
| 2004-05   | リーガACB                 | 13位         |
| 2005-06   | リーガACB                 | 17位         |
| 2006-07   | LEB                       | 1位          |
| 2007-08   | リーガACB                 | 11位         |
| 2008-09   | リーガACB                 | 11位         |
| 2009-10   | リーガACB                 | 12位         |
| 2010-11   | リーガACB                 | 15位         |
| 2011-12   | リーガACB                 | 12位         |
| 2012-13   | リーガACB                 | 18位         |
| 2013-14   | リーガACB                 | 17位         |
| 2014-15   | リーガACB                 | 16位         |

## 歴代所属選手
- ホアン・クレウス
- ラファ・マルティネス
- フアン・ドミンゴ・デ・ラ・クルス
- サージ・イバカ （2008-2009）
- セルヒオ・リュル （2005-2007）
- ジョーダン・デービス （2019）
- マリュス・グリゴニス （2014-2016）
- ヤーニス・ベールジンシュ （2021-2022）
- マーカス・エリクソン （2010-2011）
- イーホル・ザイツェフ （2016-2017）
- カロヤン・イヴァノフ （2009-2010）
- アダム・ハンガ （2011-2013）
- ウロシュ・スローカー （2010-2011）
- トミスラフ・ズブチッチ （2019）
- ミラン・マイストロヴィッチ （2010-2011）
- パトリック・アウダ （2016-2017）
- ハウクル・パルション （2011-2013, 2015）
- エリック・マーフィー （2019）
- エリアス・ヴァルトネン （2021-）
- ガブリエル・ルンドベリ （2017-2019）
- キーロン・アチャラ （2011-2012）
- アシュリー・ハミルトン （2017-2018）
- ルーク・ネルソン （2019-2020）
- ジョナサン・タブ （2020-2021）
- イスマエル・バコ （2021-2022）
- フアン・アルベルト・エスピル
- アンドレス・ノシオーニ
- フアン・パブロ・バウレット （2019-2021,2021-）
- ロランド・フレイザー
- スコット・マチャド （2016-2017）
- チマ・モネケ （2021-2022）
- ジョージ・ガービン
- ジョン・ウィリアムズ （1998-1999）
- ティム・ペリー （1999-2000）
- トッド・フラー （2002-2003）
- ダリル・モンロー （2013-2014）
- スコット・エサトン （2020-2021）
- マット・ジャニング （2020-2021）
- ルーク・メイ （2021-2022）
- アイザック・フォトゥ （2014-2015）